# Vermileo nigriventris
Vermileo nigriventris är en tvåvingeart som beskrevs av Gabriel Strobl 1906. Vermileo nigriventris ingår i släktet Vermileo och familjen Vermileonidae. Inga underarter finns listade i Catalogue of Life.